# Challenger de Winnetka 2013
El Nielsen Pro Tennis Championships 2013 fue un torneo de tenis profesional que se jugó en pistas duras. Se trató de la 22.ª edición del torneo que forma parte del ATP Challenger Tour 2013 . Tuvo lugar en Winnetka , Estados Unidos entre el 1 y el 6 de julio de 2013.

## Jugadores participantes del cuadro de individuales

### Cabezas de serie
| País                      | Jugador            | Rank1 | Favorito |
| Bandera de Rusia          | Alex Bogomolov Jr. | 81    | 1        |
| Bandera de Estados Unidos | Steve Johnson      | 98    | 2        |
| Bandera de Estados Unidos | Jack Sock          | 102   | 3        |
| Bandera de Estados Unidos | Tim Smyczek        | 120   | 4        |
| Bandera de la India       | Somdev Devvarman   | 136   | 5        |
| Bandera de Alemania       | Mischa Zverev      | 145   | 6        |
| Bandera de Estados Unidos | Donald Young       | 154   | 7        |
| Bandera de Estados Unidos | Bradley Klahn      | 178   | 8        |
| ------------------------- | ------------------ | ----- | -------- |

- 1 Se ha tomado en cuenta el ranking del día 24 de junio de 2013.

### Otros participantes
Los siguientes jugadores recibieron una invitación (wild card), por lo tanto ingresan directamente al cuadro principal:
- Evan King
- Jarmere Jenkins
- Jack Sock
- Dennis Nevolo

Los siguientes jugadores ingresan al cuadro principal tras disputar el cuadro clasificatorio:
- Sekou Bangoura
- Jeff Dadamo
- Kevin King
- Martins Podzus

Los siguientes jugadores ingresan al cuadro principal como alternativos:
- Eric Quigley
- Michael McClune
- Ante Pavić

## Campeones

### Individual Masculino
- Jack Sock derrotó en la final a  Bradley Klahn 6–4, 6–2

### Dobles Masculino
- Yuki Bhambri /  Michael Venus  derrotaron en la final a  Somdev Devvarman /  Jack Sock 2–6, 6–2, [10–8]